# アルノサージュ〜生まれいずる星へ祈る詩〜
『アルノサージュ〜生まれいずる星へ祈る詩〜』（アルノサージュ うまれいずるほしへいのるうた、Ar nosurge: Ode to an Unborn Star）は、ガストより2014年3月6日に発売されたPlayStation 3用ゲームソフト。
2014年10月2日にはPlayStation Vita版『アルノサージュ PLUS 〜生まれいずる星へ祈る詩〜』が発売され、2021年3月4日にはHDリマスター版『アルノサージュ 〜生まれいずる星へ祈る詩〜 DX』がPlayStation 4、Nintendo Switch、Steam向けに発売。
『シェルノサージュ〜失われた星へ捧ぐ詩〜』に続く「サージュ・コンチェルト」シリーズの2作目。
ジャンルは前作のアドベンチャーからRPGへ変更されており、戦闘システムなどは『アルトネリコ』シリーズをベースにしたものとなっている。
デルタとキャスティ、アーシェスとイオンの二つのパーティをザッピングすることで物語が進行する。

## システム
デルタとアーシェスの装備とパラメーターは別個だが、所持品は共有している。
所持品の共有はシナリオ上で重要なポイントとなっている。

### 戦闘
エンカウントゲージ
このゲームでは通常戦闘はランダムエンカウントを採用しているが、1つのフィールドに存在する敵の数は進入時に提示された数のみで、フィールドを切り替えるまで元に戻らない。
エンカウントは左上のエンカウントバーが青→黄色→赤と変化し、色が赤に近いほどエンカウントが起きやすくなる。
敵の残数は一度の戦闘で完全に殲滅してしまえば以降そのフィールドではエンカウントが発生しなくなるが、戦闘終了時にWAVEが残った場合は撃破した分のみが減少する。
詩魔法（うたまほう）
戦闘開始前に詩魔法を選択して戦闘を開始する。
なお、詩魔法は一度使うとチャージが必要となり、WAVEをある程度撃破しなければ同じ詩魔法は再使用できない。
攻撃のヒット・ターンの継続・防御の成功によって画面右上のバースト値が増加し、それに伴い威力が上昇していく。
また、これに合わせて右下のハーモニクスゲージが上昇する。
ターン開始時にハーモニクスゲージが一定以上ならハーモレベルが上昇し、それによって詠唱速度が向上し、それに合わせたTxBIOSの効果を受けることができる。
ハーモニクスゲージはチェインを繋ぐことでボーナスが付与され、防御失敗や拡張スキル攻撃の使用などで減少する。
ハーモレベルが1以上であれば詩魔法が発動できるようになり、ハーモレベル4でゲージが最大になれば「ハーモバースト」が使用可能になる。
詩魔法には4つの性格による補正が存在する。
どの補正が付くかはジェノメトリクスの進行や会話イベントの選択肢などで変化し、戦闘中のヒロインの口調はその時の性格によって変化する。
ハーモバースト
ジェノメトリクス最奥部で習得できる、最強攻撃。
発動するとハーモゲージが減少していき、その間使用回数が残っている攻撃に限り一切回数を消耗することなく攻撃を行えるようになる。
また、さらに条件を満たすことで○ボタンによる必殺技が放てる。
ハーモゲージが0になるか必殺技を使うことでその時点で詩魔法が発動。
後者の場合、ムービーが表示されて威力が強化された究極の一撃となる。
WAVE
敵は『WAVE』という編隊を組んで多数の編成が同時に襲撃してくる。
1つのWAVEは3×3の升目を基準とした最大9体の編隊になっており、画面上部左寄りに右から左の順番に最大10WAVE分の編隊の内容が表示される。
WAVE編成図は11以上のWAVEが有る場合は1つのWAVEを撃破する毎にトコロテン式に追加され、強力な敵が居るWAVEは編成図が黒地で、詩魔法で撃退できるWAVEは編隊図が赤地で表示される。
11WAVE以降についてはゲージ下部に撃破率が表示され、100%ならば総数に拘らず編成図下の撃破率マーカーが点滅する。
一度の戦闘で敵を殲滅できなかった場合、次のエンカウントの際はそのWAVEからの戦闘となる。
次のWAVEが強敵WAVEだった場合、バースト値もハーモニクスゲージも溜まってない状態での戦闘を強いられるので、即座に対策を練る必要がある。
一度のターンの内、攻撃を行う敵についてはHPゲージの隣に「！」マークが表示される、強敵WAVEは強いだけでなく攻撃数も多いケースが多い。
攻撃
4つのボタンに割り振られた攻撃を任意の列に対して行う。一部の攻撃を除き、攻撃できるのは選択した列の一番手前にいる敵のみである。
攻撃の種類は、多段攻撃（□ボタン）、範囲攻撃（△ボタン）、ブレイク攻撃（×ボタン）、パワーアップ攻撃（○ボタン）が存在する。
各攻撃は基本技を除くとレベルアップで習得する。それぞれメニュー画面で数値化された特性を把握できる。
使用できるのは回数が残っているものに限られ、それを全て使い果たすとターン終了となる。
例外として、L1,R1を押しながら使う拡張スキル攻撃はハーモニクスゲージを消耗するが使用回数そのものの制限はない。
なお、使用回数は装備品の効果でのみ増加する。
敵にはHPの下に表示されるガード値が存在し、これを削りきると「ブレイク」が発生。
ブレイクすると敵の攻撃回数を1回減らし、防御力を低下させることができる。
なお、一部の敵はブレイクさせないとまともにダメージを与えられない。
ターン制限
通常戦闘では戦闘ターンが限られており、ターン開始時に残りターンが表示され、それが無くなると戦闘が強制終了される。
攻撃予定の敵を全てブレイク・撃破すればターンを消費せずに次のターンへと移行し、ボーナスとして再度プレイヤーの攻撃となる。
ただし、2回以上の攻撃が可能な一部の敵やボスは、ブレイクさせただけでは攻撃を止めることができないため撃破する必要がある。
そのため、範囲攻撃や高火力の単体攻撃、編隊を変化させられるノックバック効果がある攻撃などを考えながら使用して効率よく撃破やブレイクし、自分のターンを長く継続させ最終的に詩魔法で撃破できるWAVE数を増やす必要がある、戦略性が高いスタイリッシュな戦闘が行われる。
防御
撃破・ブレイクに失敗すると相手ターンに移り、攻撃回数が残っている敵が攻撃してくる。
ガードはタイミングよくボタンを押すことでダメージを軽減する方式。
敵からの攻撃がヒロインに当たるとガードゲージが無くなっていき、最大で4ゲージあるヒロインのガードゲージが全て無くなるとゲームオーバーとなる。
防御回数はヒロインのRNAによって決定し、使い切ると防御できなくなる。
その場合は回数が切れるまで一方的に攻撃されてしまうので、必要なタイミングで的確にガードを行う必要がある。
一方で、攻撃によってガードが有効なタイミングはまちまちであり、ボスなどの使う派手な演出の攻撃はタイミングを計るのが難しくなる他に、複数回ヒットする攻撃を行ってくる場合もあるため、早急にガードのタイミングを見切る事が求められる。

### ジェノメトリクス
ダイブ
フィールドを任意に移動し、解放されているポイントにアクセスすることで進行する。
ダイブポイントが不足している場合は選択できない（ダイブポイントは戦闘で獲得可能）。
展開にそぐわない選択肢をした場合、強制的に終了させられる場合もある。
また、時に深刻な事態が発生してしまうこともあるが、ストーリー進行には影響はない。
アクセスにはダイブポイントの他にダイブレベルが必要な場合がある。
レベルはジェノメトリクスを完了することで1つ上がるので、エリアによっては解放されてもすぐには選択できない場合がある。
ポイントには取得可能なジェノメトリカ結晶（後述）・スチル・詩魔法が表示される。
このうち、未取得のものは暗転しており、何が獲得可能かは一目で把握できる。
アルトネリコシリーズにおける、コスモスフィアと同等のシステム。
ダイブポイントや進行方法は同じであるが、詩魔法は完了時に1つだけ、進行可能エリアにトークマターが関与しない、性格変化が存在する、ジェノマップによる他キャラとの連動エリアが多数といった違いが存在している。
トークマター・性格変化・ジェノマップは後述する。
ジェノメトリカ結晶
選択肢やイベントによってヒロインの心が揺さぶられた時に発生する結晶。「禊」によってその力を体に取り込むことで、能力を強化できる。
禊は街やダンジョンにある風呂場や泉で行うことができるが、トークマターでレベルを上げないと取り込む箇所を増やすことはできない（箇所によって取り込めない結晶などはない）。
また、禊を行うにはジェノメトリクスを1つ完了する必要がある。
トークマター
詩魔法の使用・調合・イベント・ジェノメトリクス・フィールド上などで獲得できる、世間話のネタ。
世間話は禊と同様の場所で実行できるが、タイミングは少し遅い。
トークマターにはレベルが割り当てられており、現在の会話レベルによっては選択できないものがある。
現在選択できるレベル上限のトークマターを4つ実行すればレベルアップし、結晶を取り込める箇所が増加する。
性格変化
ジェノメトリクスで発生する選択肢の多くはキャラの性格に影響を与えるようになっている。変化する性格は外向的・内向的、サド・マゾの二軸。
選択肢は一度選んでしまうとポイントを再選択して同じ選択肢を選んでも性格が変化しないので注意が必要。
ただしイオンだけは、とあるジェノメトリクスでダイブポイントを消費することでいくらでも選択肢による性格変化を復活させることができる。
性格はヒロインと「世界の主」に存在しており、どの選択肢で誰の性格がどう変化するかは画面に表示されているチャートで確認できる。
キャラの性格が主の性格に近い場合、それに応じて「詩魔法」の項目で述べた補正が強化される。
ジェノマップ
本作では、ヒロインの精神世界だけでなく他キャラの精神世界を接続（チェイン）して干渉させることが可能。
ジェノマップはそうして接続されたキャラが表示される集合的無意識の領域である。
アルトネリコでは一人のヒロインを掘り下げていったのに対し、本作では深さに加え、他キャラによって横に広がっていく形である。
そのため、イベント進行で対象キャラとチェインすることで選択可能なジェノメトリクスが増える仕様となっている。
また、進行状況によってキャラ同士が影響を与えるという形で同じキャラで別のジェノメトリクスが発生する場合もある。

### ジェノミリンク
このゲームでのネットワーク要素。
MyGust会員が公式HPなどで入手した「ガストポイント」を戦闘ボーナスに変換できる「GPフュージョン」と、シェルノサージュで作成・入手したアイテムや衣装をアルノサージュに持ち込めたり、シナリオがシェルノサージュのプレイを前提とした物に変化する「セカイリンク」が存在する。

## ストーリー
このゲームは、プレイヤーが「セブン･ディスタビライザー」を使用して、7次元先に実在する世界「ラシェーラ」を俯瞰視点で観察し、且つ、ラシェーラにいる者（主人公）の意識を操ることで介入している、という設定である。
そのため、シナリオの進行にはアーシェス側で得た情報を、それを知り得るはずが無いデルタが使用する、といった俯瞰視点を使ったものが重要な鍵になってくる。
時間軸はデルタ編開始が「シェルノサージュ」の開始直前、イオン編開始が「シェルノサージュ」の終了直後、全体が「シェルノサージュ」の『夢セカイ』の5000年後、「アルトネリコ 世界の終わりで詩い続ける少女」よりも昔の話である。
太陽「ベゼル」が寿命によって赤色巨星と化し、惑星「ラシェーラ」は滅亡の危機に瀕していた。
これを解決するべくラシェーラの女帝は詩魔法の力を使い、死にかけのラシェーラを潰して得たエネルギーで他の惑星へ移住する計画を実行するもトラブルが発生し、ラシェーラはおろか詩魔法を行使する仮想生物「ジェノム」を失った。その上、安住の地にもたどり着けず、全てを失ったラシェーラの民は宇宙船「ソレイル」で宇宙を彷徨うこととなった。
その後しばらくしてソレイルの住民の一部はコールドスリープに入り、そのコールドスリープポッドがある「フェリオンの隔壁」の外にはラシェーラや詩魔法を忘れた世代の人々が瓦礫などで街を作って住み始めた。
それから長い年月が経ったある時、更なる災難がソレイルの住民を襲う。突如として謎の生物「シャール」が現れ、人々を拉致し始めたのだ。
詩魔法を行使するシャールに為す術無くやられる一方だった人間達だったが、そんな中でフェリオンの隔壁が開かれ、コールドスリープされていた人々が目覚めたのだった。
詩魔法と、失われた技術と知識を使える彼らを住民は「古代種」と呼ぶようになり、人々はシャールへの抵抗を彼らに託した。
シャールに対してソレイルの民は二つの勢力に分かれた。
一つはシャールを崇めて共存することで難を逃れようとする宗教組織「ジェノミライ教団」、もう一つは古代種に頼りシャールに徹底抗戦して過去の平穏な生活を取り戻そうとする都市国家「フェリオン」である。二つの勢力は対立していた。
そんな中、古代種であるデルタとキャスティ（キャス）はフェリオンの長の天統姫であるネイからジェノミライ教団の本拠地「クオンターブ」に技師のサーリを探すよう命じられる。
夢で出てきた見知らぬモノがそれを見た後で現実でも遭遇する、などの違和感に戸惑いながら、デルタは任務を遂行する。
サーリを救出しクオンターブから逃げる道中でデルタとキャスの間に天然のヒトガタジェノム、プリムが生まれる。
一行はネイの元に逃げ帰ることができたが、直後、また機械兵器がフェリオンの隔壁を襲撃する。
この機械兵器は自分から奪ったシェルン（制御詩）を使ってジェノミライ教団の司教ジリリウム・リモナイト（ジル）が操っていると考えたサーリの依頼によって、一行は再び教団へ赴くが、そこでジルが「シェルノサージュ」というシェルンを使おうとしていることを知る。
その場ではジルを取り逃したデルタとキャスはサーリに頼まれジルの捜索と捕縛に向かうが、ジルの計略に嵌りデルタとキャスは囚われの身となり、プリムは行方不明になった。
一方、その2年後、デルタとキャスがフラスコの海で意識を取り戻したのと同じ時期に、天文皇女・イオンは『シェルノサージュ』の世界で端末を基にガーディアンロボを利用したアバター、アーシェスを組み立てる。
自分が住む世界を囲む『世界の壁』を壊し、ねりこの制止を振り切って現実世界に戻ったイオンは、アーシェスや、シャールの少年タットリアの助けを借り、自分が元居た世界に戻るために手段を選ばず、それで世界が滅んでも構わないというネロを止めるべく、デルタらかつての7人の親友の捜索を開始。
同時にシャールと人間の争いを止めようと考える。

## 地名・用語
シェルノサージュ
正式名称は「クラス・シェルノサージュ」。前作の名前にして、本作序盤の鍵となるシェルン。
区別のため、以下本文において『シェルノサージュ』と記載した場合は前作を指す物とする。
その主な効果は七次元先の世界からエネルギーをアルノサージュ管を介して取り込んでシャールを生成するというもの。
そのため『シェルノサージュ』においてプレイヤーがバーコードを読み込ませることで発生したエネルギーでシャールを生み出す度に同じように『アルノサージュ』でもシャールが実際に生まれていたことになる。
本編の時間へと現れたイオンはネロによって記憶を破壊され、アルノサージュ管に幽閉された。
そして、クラス・シェルノサージュ及びアストロサイト・モジュラトリ・ウィルスをインストールされて異世界のエネルギーを用いてシャールを大量発生させる触媒とされたのである。
本来なら、『シェルノサージュ』でねりこが語ったようにプレイヤーの虜にさせて永遠にその世界にいたいと思わせ、無尽蔵にシャールを生み出すはずだったが、ドクター・レオルムとサーリの手によって「セカイパック」が作成され、作中時間で2年間12回に分けて送信して記憶の復元を促したのであった。
『シェルノサージュ』本編はこの期間を扱ったものであり、本作の序章終了時に記憶の復元が開始され、イオンの記憶が復活したところで『アルノサージュ』本編につながる形となる。
デルタとキャスはドクター・レオルムから、ソレイルを紡ぎ手の代わりとすることで一人の人間では扱えないキャパシティの詩魔法が使い放題になる、と説明された。
なお、本来の機能との齟齬については、一応「ソレイル（に幽閉されたイオン）を紡ぎ手の代わりとして、一人では扱えないキャパシティの（シャールを生成するという）詩魔法が使い放題になる」という意味なら、説明自体は間違っていない。
ソレイル
本作の舞台となる移民船。ラシェーラを飛び出して5000年経っているためか、推進部に人が住み着くといった事態も発生している。
動力部「プラセンタ」にあるマイクロクェーサーはラシェーラを圧縮して生成したものであり、ジェノムたちの魂は未だここに眠っている。
中盤、実はラシェーラ周辺宙域から全く動いてないことが判明した。どういう経緯かは不明であるが、少なくともそのことに誰も気づけないように航行図を全く無関係の宙域を示すように書き換えたのはジルまたはネロと推測されている。
動力源は七次元先からエネルギーを取り込むという事実上の永久機関。
ただし、緊急用として生命エネルギーを取り込むことが可能。
インターディメンド
ヒュムネスフィアと呼ばれる場所で施すことができる、ソレイルの最上部にあるアルノサージュ管を介して遠隔的に俯瞰視点を得るための処置。
処置には適正が必要。
ゲーム本編においてプレイヤーはこれを利用してデルタ及びアーシェスを「操作」して干渉を行うことになる。その際には「OS」が起動する描写がされる。
干渉が始まると、まず干渉者の情報や操作をうっすらと認識するようになり、それが自分の意志であるように精神操作が行われる。
明言されないが、記憶喪失もこの一端であると思われる。
さらに干渉され続けると体の支配権が徐々に奪われていき、最終的には五感全損や意識喪失という致命的事態を引き起こすようになる。
解除するためにはアルノサージュオースという鍵を使用し、直接アルノサージュ管とチェインする必要がある。
カソード
主人公が装備する装置（武器）。本作では機械のカテゴリ名としても使われるが、あくまで攻撃強化のパーツである。
どのように装着するのか不明だが、製作時の会話から目に見える位置にはある模様。各攻撃に最大3つ、計12個まで装着できる。
目に見える特徴は赤と青の端子で、一見するとカソードに見えない物体などはデルタたちも端子があるか否かで判断している。
中には本物の食べ物が接続されたなどの一見理解に苦しむカソードも多数存在し、デルタ達を幾度と無く混乱させる。
しかし、食品部分も部品として機能しており、食べると機能が失われてしまう（この世界では元々食品もある程度部品としての要素を持っている）。
装着すると出力が強化されるようで、下記二つの装備品のように珍妙な効果を引き起こすものはない。
なお、カソードとは電子部品「ダイオード」の端子名であるが、部品絡みである以外は特に関連はない。
TxBIOS
ヒロインが装備する装置（武器）。具体的にどのように使うかは作中では描かれない。各バーストレベルに最大3つ、計12個まで装着できる。
装着することで様々な精神的影響を引き起こし、詩魔法をより効率よく発動できるようになる。
内容によっては、戦闘中に使って大丈夫なのか心配なものも。
デザインは液体の入った円柱。製作者のセンスで中に様々なものが放り込まれるが、後述のRNAほど内容物の影響は受けない。
RNA
作中における防御装置。ヒロイン用と主人公用があり、それぞれ特性が異なる。
防壁を張るだけではなく、装着者の体質などを変化させて身体的ダメージを軽減させる機能を有している。
物によっては「傷つきさえしなければ痛みはスルーされる」物もあるほど。
主に基板上にパーツが配置されるのだが、カソードと同様に上に載っているものによって様々な特性を引き起こす場合もある謎の装置でもある。
筋肉がボリュームアップする物や、肉体が硬化や軟化する、人魚の鱗を纏う物や、果てはゾンビやエクトプラズムへと変容するなど、常識を超えた現象はデルタたちも頭を抱える。
七次元
第七次元体「エクサピーコ」によってなる領域。七次元を基準として六次元などの概念も物語には絡んでくる。
本シリーズにおいて「七次元先」とは「三次元から数えて七次元先（＝十次元）」ではなく、「七次元を経由した先にある別の六次元宇宙」のことを指している。
つまり、並行世界と違って現実世界とは時間・空間・事象などいずれも異なる純然たる「異世界」という意味である。
一方「六次元間」などはいわゆる「並行世界」を指して扱われる。
実在する世界同士がつながっている（という設定の）本作において、セーブしてからロードするまで一切作中時間が経過しない・戦闘中の瞬間的判断を余裕を持って決められる・数日や数年といった時間経過が速やかに進む・会話の促進（メッセージ送り）が可能、といった従来なら「ゲームのシステムだから」で片づけられる要素も、お互いの世界の時間軸が一切関与していないという理屈によって説明可能となっている。
俯瞰視点
物事を俯瞰的に（上からの目線で）見渡すことができる能力。
作中では、エクサピーコからラシェーラのある世界を俯瞰する。その機能・用途は多種に渡る。
七次元先から来た存在が有することができるが、1つの六次元宇宙の存在が運用できる俯瞰視点のバスには限りがある。
俯瞰視点によるものかは明言されていないものの、この能力を持つキャラはほとんどジェノメトリクスの「配役」の影響を受けず各個の自由意思で行動できる。また、プレイヤーが見ている画面を映している方向を把握することもできる模様。
七支（ななし）
正式名称は「皇帝契絆支（こうていけいはんし）」。皇帝によって任命される、深い絆を持つ人物達を指す。
なお、人数は特に決まってはおらず、七支という名も単純にイオンの代では七人だったための通称である。
なお、カノンの別名である「菩提明王」も七支としての名である。
本来、皇帝契絆支の任命にはジェノムの王コーザルの承認を得る必要があるのだが、劇中における七支はコーザル不在時に任命されたものであるため、直接その承認を受けていない。
そのため、当初は自称・皇帝契絆支という扱いであるが、後にコーザルと和解したことで詳細は描かれていないものの承認自体はなされたと思われる。
大地の心臓
アルトネリコシリーズでも登場した、四次正角性中核環とも言われる想いの結晶。
名の通り、大地の中核となる存在である。

## キャラクター
デルタ（デルタ・ランタノイル）(Delta Lanthanoir)
声 - 三好晃祐
本作の主人公。年齢は21歳前後。
PLASMAの特殊戦略チーム「ジェノメス」の一員だったが、物語開始の約半年前にとある事件を起こした事で除隊。
その後、フェリオンで定食屋「クック・ド・デルタ」を営むが、その料理の腕前は「チャーゼン」と称したチャーゼンとは似ても似つかぬ塩掛けご飯しか作れない。
という有様であり、キャスティが手伝いに来る時にしか客がいない。
シャールによる住民の誘拐の頻発に伴い天統姫の命令でPLASMAに傭兵として雇われる。
と同時に店をネイに乗っ取られ、店名も「ネィアフランセ」に変更されてしまう。
『シェルノサージュ』のター坊が成長した姿だが、当時の記憶を失っている。
以前、ジェノミライ教団に拘束された際、ジルによって洗脳された上で「インターディメンド」という技術を施されており、プレイヤーに行動を決定付けられている。
次第にその副作用で肉体の感覚を失ったり会話中に意識が途絶えたりするなどの不調を来たしていく。
デルタが一向に記憶を思い出せないのもインターディメンドによる副作用の一つであり、それを知った際は不当に自分の身体を操っているプレイヤーに対しても敵意を向けるようになる。
一度プレイヤーとのインターディメンドを切断して自由意思と若干の記憶を取り戻すが、同時にインターディメンドで向上していた戦闘能力も失ってしまう。
その後、インターディメンドとザッピングの併用の有効性を認識し、キャスティを守るためにも自らプレイヤーを信頼してその身を預ける事を決意する。
少年時代はイオンとは仲が良かったものの、当初は昔の記憶が無いことに加えてシャールを激しく敵視していたため、シャールを含めた全てを救おうとするイオンを敵として認識していたが、アーシェスに記憶を見せられた事で和解し、以降は再び友人関係となるが、大人になった現在でもイオンの中では少年の頃のイメージのままであると言う。
武器はジェノメスの標準装備としてサーリが試作した、ビームソードやハンマーなど多様に変形する一対のトンファー。
惑星創造における七支としての役割は、宇宙との繋がりを保ち護る力を司る「唯世（ゆいせ）」。
なお、元々一般人である彼が限られたコールドスリープ枠に選ばれたのは七支であるため。逆に言えばインターディメンドや戦闘に秀でていること以外は、他の七支のように特殊能力や技能などを持たないただの人間である。
ただしコミカライズ版の描写から、その戦闘力や身体能力はただの人間としてはシャールや機械兵器を寄せ付けないほどに高いことがうかがえる。
インターディメンドの副作用が進行し始める中盤からはプレイヤーが選択肢によって強制的に主張させることが出来る場面が発生するようになり、選択によってはとんでもない行動に走ってしまうことがある。
アーシェス（Earthes）
声 - なし
本作のもう一人の主人公。
『シェルノサージュ』でイオンとの会話に使用していた端末を基に、イオンが組み立てたアバター。
外世界からの干渉を受ける「アルノサージュ管」との直結バスを持つ「ES45カソードタイプ」というガーディアンロボットである。
また、アルノサージュ管だけではなくソレイルの全システムにアクセスする権限を持つ。
7次元先の存在であるプレイヤーの分身であり、イオンが信頼を寄せる相手として、常にイオンを助ける事を基本理念に行動することになる。
元々はイオンが精神世界内で組み立てた存在だが、それは俯瞰視点によって読み取った未来の情報を基にしたものであり、彼女がゼロから製作したわけではない。
セカイリンク（『シェルノサージュ』との連動）を行う事によって、『シェルノサージュ』のプレイヤーと同一人物と言う扱いになり、イベント内容にも一部変化が生じる。
主要キャラクター中で2番目に背が高く、背骨に五体を取って付けたような骨格フレームと板状の装甲だけで構成された、いかにもロボットのような様相をしている。
言葉は発さず、相手の心に直接語りかけて会話を行う。
プレイヤーが操作しているという設定の為、意思表示はプレイヤーその物の意思として選択肢を選ぶ形で行うが、時折自ら意思を示すなど能動的な行動を取る事もある。
なお、一応防水はされているため禊ぎを行うことも出来る。
作中では「彼」と呼ばれるなど、基本的に男性として扱われる。
選択肢では一人称は「僕」であり、少年のような口調で表記される。
イオンには名前以外に「あなた」と呼ばれる事も多い。
当初は名前が無くデルタたちにも「あなた」という名前で認識されていた、頭部に記載された「Earthes」という型番にタットリアが気付いて以降、アーシェスとも呼ばれるようになる。
この「アーシェス」という単語は「ラシェーラ」がある世界ではイオンの故郷である「アース」を含有する世界の事を指す。
物語後半、プリム（干渉者）の衛星レーザーから身を挺してイオンを護り、大破するも、アーシェスの復活を願うイオンが精神世界から端末をサルベージし、サーリ達の手で新たなボディ「XR77プレミアム」を得て蘇る。
その際、アルノサージュ管とリンクしている頭部「アバターコア」をプリムに持ち去られてしまったため、新しい頭部が用意された。
武器は内蔵された機銃やビーム砲。
キャスティ（キャスティ・リアノイト） (Casty Riernoit)
声 - 水瀬いのり
デルタ編のヒロイン。略称はキャス。
元は普通の人間だったが、詩魔法を紡ぎ、謳うことの出来る「ヒトガタ」の少女となり、PLASMAのジェノメスの一員として活動している。デルタの幼馴染。
休日のたびに「クック・ド・デルタ」を手伝い、ここの看板娘となっている。
外見は15歳前後だが、それはヒトガタ特有の老化の遅れによるものであり、実年齢はデルタと同い年。
その為、見た目と年齢のギャップに悩む事もある模様。
ジェノメトリクスにおいては表層にある素直になれない気持ちとより深層にある素直な気持ちが衝突する様が描かれる。
一方でさらなる深層意識ではネイやカノン達に比べて突出した才能を持たないことに重度のコンプレックスを抱えて続けているが、しかし実は多くの仲間が認める類稀なるカリスマ性を秘めており、それに目をつけたジルにジェノメトリクスを襲撃され潜在意識を破壊されてしまう。
その後、彼女を信じる友人たちと彼女を愛するデルタによって復活を果たし、デルタとのハーモバースト「あいゆい」とアルシエルの惑星の意思ホルスとリンクする力を得る。
幼い頃から変わらずデルタに深い愛情を抱いており、劣等感とともに深層意識を司るなど彼女にとって相当なウェイトを持つため、PLASMAではパートナーを持たずかつてデルタと紡いだ詩魔法しか使わない（即ち他の人間を自分のジェノメトリクスに入れない）など特異な立場にある。
そのため出動回数は多くはなく、休暇以外でもデルタの店をよく手伝っていたが、それは任務としてデルタの監視を命じられていたという側面もあった。
劇中ではインターディメンドの影響で「事件」をはじめとする不可解な行動を起こす「今のデルタ」を心から信じられず、そのことに常に精神を苛まれている状態にあり、その結果、インターディメンドの影響とそれを知っていて放置したサーリとネイに対して怒りを爆発させてしまう。
一方でインターディメンドのことを知った後は、惚気に苛立つ人も出るほど急速にデルタとの関係を深めていくことになる。
幼いころから変わらず「にゅろきー」というキャラクターの大ファンであり、いまいち理解できず辟易するデルタに対して熱く語ったり、カノンの生み出したマスコット「ちゅんぴ」と激しく対立したりするほど熱中している。
惑星創造における七支としての役割は、惑星に生命の息吹を与える力を司る「愛宮（あいのみや）」。
イオン（イオナサル・ククルル・プリシェール）(Ionasal.kkll.Preciel)
声 - 加隈亜衣
『シェルノサージュ』のヒロインであり、アーシェス編のヒロイン。世界の理を知るといわれる少女。年齢は16歳前後。
おっとりとした性格で、周りから無理と思われることを言ってはそれを現実のものとする、不思議な性分の持ち主。
精神世界の中で記憶を失った状態で暮らしていたが、サーリの開発した記憶修復プログラム「セカイパック」と『シェルノサージュ』のプレイヤーの協力により記憶を取り戻し、かつて「七支」の称号を任命した7人の友人を探してネロを止める為、現実世界に戻る事を決意し実行に移す。
いわゆる「いい子」であり、理想を重視し、善意と良心に基づいた考え方をすることが多いが、悪意に対して一歩も引かない非常に強い意志を持っている。
しかしその反面、怒りや憎しみなどの後ろ暗い感情を表に出さぬよう深層意識に追いやっており、その心を暗く閉ざしてしまっている。
レナルルとチェインしてジェノメトリクスを訪れた際には、彼女の罪悪感と恐怖の影響でそれらを表層化させてしまい、アーシェスさえも自ら破壊するほどに豹変してしまう。
しかしその際に怒りや憎しみを全て吐き出し、それらを受け止めた上でイオン（寧）を愛する事をやめなかったアーシェスによって負の感情は浄化される。
その後、彼女の大切な人達によって心の奥底の闇が照らされ、アーシェスとのハーモバースト「きずなび」と七次元を越えた先にあるアースの技術と融合したドラゴンを創造する力を得る。
精神世界の中でアーシェスの本体を材料から全て制作するなど、工学全般に堪能であり、機械系アイテムを調合した際などにはそれらの解説に対してもほぼすぐに理解を示している。
得意科目は物理と数学と家庭科、苦手科目は社会科と体育。
現在の「イオン」の正体は「アース」という、ラシェーラとは別の世界の別の惑星の少女。
ラシェーラの人々を犠牲にする事は望んでおらず、元の世界に還る事はほぼ諦めているが、内心ではもしも誰にも迷惑を掛けず還れるなら還りたいとも考えている。
別の世界から連れて来られたことで、ラシェーラの6次元を見渡す俯瞰視点の能力を持っていたが、現在ではアーシェスとデルタにバスが割かれたことで殆ど使用できないほどに弱化している。
ジェノメトリクスにおいては深層に向かうほどに故郷やラシェーラでの生い立ちによって形成されてもなお心の奥底に押し込め続けていた加虐的で卑屈な性分と強い承認欲求、故郷への強い想い、そして端末越しの関係故に拭いきることが出来ずにいる「あなた」自身への不安・不信感と直接向き合うことになる。

サーリ（サーリ・プランク）(Sarly Planck)
声 - 志村由美
PLASMAの専属メカニック。クオンターブのタービン制御室でドクター・レオルムと名乗る人物と通信で連絡を取りながら潜伏活動をしている。
キャスと同様に無類のにゅろきー好き。外見は10歳程度だが、それはキャス同様元人間のヒトガタとなったためで、実年齢は20代。
なお、開始時のデルタの夢の中で甘ったるいセリフを喋っているが理由は不明。
ラシェーラ崩壊時に消息不明になっている白鷹のことを思いながらもその想いを押し殺そうとしてる節があり、彼女のジェノメトリクスにはそれら心理に加え前述のにゅろきーの要素が強く反映された世界になっている。
また、白鷹が無事だと知った際は積年の思いが噴出したのかジェノメトリクスでも現実でも大胆な思考となり、アプローチするようになる。
技術力はかなり高く、調合では早々に人工衛星を作り上げたりもしている。
ただし、凄すぎるあまりデルタやキャスに説明してもさっぱり理解してもらえないことが悩みとも言える状態である。
当初は女性らしさとは無縁この上ない性格であり、家事も全く出来ない程だったが、それを見かねたキャスの尽力で少しずつ改善していきガールズトークが可能となり、多少なりとも料理も作れるようになる。
惑星創造における七支としての役割は、八百万の惑星の意思の創成を司る「光明陵子（こうめいりょうし）」。
プリム (Prim)
声 - 原紗友里
詩魔法を謳うための人間の声帯と、詩魔法を紡ぐジェノムの特性を併せ持つヒトガタの少女。
デルタとキャスティの精神世界から生まれたため、ジェノムの中でも天文学的な確率で生まれた「天然のヒトガタ」と呼ばれる。
デルタを「パパ」、キャスティを「ママ」と呼び慕う天真爛漫な少女だが、ある時を境にその言動や行動に異常をきたし始め、デルタ達と敵対する事になる。
また、途中からノイズじみた禍々しい詩を歌うようになる。
実はデルタ達がフラスコの海で眠っていた二年間のうちに、彼女もまたインターディメンドを施されており、プレイヤーとは違う七次元先の存在の干渉を受けている。
ただし、干渉者に意識を乗っ取られた後もプリム本来の人格は完全に消えたわけではなく、終盤では渾身の抵抗を見せる。
その後は、アヤタネからもらったレシピを最終決戦前にプレイヤーが完成させるかどうかで生死が決まる。
完成させていた場合、その品とネロの俯瞰視点によって蘇生し、干渉者から聞いた、イオンとネロが世界を壊さずに帰還できる方法(エクサピーコとともに謳う)をイオンたちに教える。なお、この方法はエクサピーコにたどり着くまでに時間がかかるため、母胎想観がいる間は宇宙船が難破する可能性が高く実行できなかった。
プライム (Prime)
キャスティのジェノメトリクスでナビゲーターとして登場する存在。
プリムと同じ姿に、かつてデルタとキャスティの親友だったある少年を髣髴とさせる人格を持ち、一人称は「僕」。
ジェノメトリクスの配役の外にあるため、直接関与しないものの要所要所でデルタの相談相手となる。
なお、プリムとはリンクしているらしいが、干渉者の影響を受けた様子はない。
キャスの中にある元となった少年の記憶をベースとして生み出されているため、万が一消滅してしまうとジェノメトリクス内から双方のプライムの記憶が消えてしまう。
干渉者
七次元先のネロの故郷よりインターディメンドを通じてプリムに干渉している存在。本作の最終的な敵。
アーシェスであるプレイヤーとは別のプレイヤーと呼べる存在で、ラシェーラのあるこの世界をゲームとして捉えており、ネロを元の世界に戻すことを「ゲームクリア」と称して目標としている。
干渉者にとって協力者のジルや当のネロさえも「キャラクター」に過ぎず、道具扱いである。
また、同じ立場でありながらこの世界を本気で救おうとしているアーシェス（プレイヤー）に対しても、所詮ゲームと割り切った上での挑発を行う。
最終的にはプリムの意識を乗っ取り、惑星創造の最大の障害となってデルタやアーシェス達の前に立ちはだかる。
最後はソレイルそのものを新たな母胎想観「SOREIL」へと変異させ、自らの目的を達成しようとする。
しかし意識を取り戻したプリムに妨害され、デルタとアーシェス達にSOREILを倒されたことで敗北する。
ジル（ジリリウム・リモナイト）(Zillillium Rimonite)
声 - 川﨑芽衣子
ジェノミライ教団の大司教を務める女性。シャールと人間の共存を掲げる。
その正体は天文の科学者であり、諸々の事件の黒幕の一人。
ジェノミライ教団としての教義も手段に過ぎず、その最終目的はエクサピーコすら俯瞰する八次元存在「母胎想観」へ至ることである。
利害の一致により、ネロとは共犯者の関係。
人間の魂のレベルの低さに絶望しており、上位の存在になることを目指して行動している。
カノンやコーザルを騙してフラスコの海に人間を集め、中盤イオンやネロを取り込むことでとうとう人間を超えて母胎想観となる。
母胎想観
10万人もの人間の魂を取り込み、俯瞰視点を得たことでラシェーラの世界を俯瞰できるようになった存在。
莫大な魂からなるその耐久力は文字通り桁違いであり、カノンの反撃で魂を奪い取られてなお340億というとてつもないHPを有している。
劇中ではあまりに強大な存在ながら様々な手段でその力を抑制され、神相当の力を満足に振るうことはほとんどない。
終盤、サーリが作り出した「アルノサージュ管L.E.(ライト・エディション)」により、平行世界間のプレイヤー全てでそのHPを共有することが可能となり、複数の『アルノサージュ』のプレイヤーによって戦いを行うことになる。
一方で『シェルノサージュ』においてマイクロクェーサーにエネルギーを送るとHPが回復してしまう。
2015年1月6日に、個人が100万のHPを削った後にもう一度勝利すると特典がもらえるように仕様が変更された。
カノン（カノイール・ククルル・プリシェール）(Kanoyeel.kkll.Preciel)
声 - 井ノ上奈々
かつてイオンと共に皇位継承の儀に臨んだ女性。シャラノイアの統率者とされている。年齢は26歳前後。
かつてイオン達と共に惑星ラシェーラを潰し、ジェノムを滅ぼす決断をしたことについて非常に重く責任を感じており、ジェノムの王コーザルに代わって人々を浄化するためにシャールを導く。
尚、5000年前のとある事件で人間としての肉体は一度消失しており、現在はジルが用意したシャールの肉体に魂を宿している。
ジルの意向でコーザルと紡いだ詩魔法でマイクロクエーサーからジェノムの魂を掬い取りシャールの肉体に入れていた。
詩魔法「ヤルフィーネ・ノイア」を謳い、コーザルが復活した後、「自らの贖罪は終わった」とフラスコの海に身を投げようとするが、デルタがすんでのところで救出。
その後、シャール達への貢献のために、イオンと協力して天領沙羅にて雑貨店「ちゅちゅ屋」の経営を始める。
非常に真面目で禁欲的な女性だが無類の鳥好きであり、鳥のことを「ちゅんちゃん」と呼んで別人のようにはしゃぎだす癖を持つ。
それが高じて、「ちゅちゅ屋」にてスズメのようなマスコットキャラクター「ちゅんぴ」とそれに関連したさまざまな商品を開発していく。
ラシェーラにいた時も現在も、代表者の立場ながら意思決定権を持つ別の上位者がいたため、自らの意思で決定するという意欲に欠ける。
また、正しいと思ったことに関しては人の話を聞かなくなるという悪癖も存在している。
惑星創造における七支としての役割は、惑星の母体となったコーザルとの深い絆を司る「菩提明王（ぼだいみょうおう）」。
コーザル (COSAL)
声 - 大木民夫
カノンと同調して詩の力を与えている『ジェノムの王』と呼ばれる存在。
自らの肉体を持たないため、同調しているカノンに謳わせることでシャールを導いてきたが、カノンの詩魔法「ヤルフィーネ・ノイア」によって肉体を得て復活、自らシャールを統率し、「鬼の心」に囚われやすい人間を自らのやり方で導こうとする。
獅子の頭と筋骨隆々の男性的な肉体を持つジェノムで、非常に老成した厳格な性格。
当初、ジェノムごとラシェーラを潰した人間に対して強い不信感を抱いており、人間を大地の礎にすることに躊躇がなくイオンの説得などにも聞く耳を持とうとしない。
しかし、ネイが確執を乗り越えてシャールの救出に乗り出したことで考えを改め、再び人間とともに歩むことを選択。
誰かを犠牲にしない道を進むために、「大地の心臓」の生成を行った。
アルシエルの意思ホルスの導きで惑星の母体となることを受け入れ、カノンとの絆を再構成して彼女を自身の声を聞く巫女に任命する。
その後、七支たちの誓言を以て大地の心臓と一体となり、新生ラシェーラの母体として人間たちを見守っていくことになる。
タットリア (Tattoria)
声 - 高橋李依
シャラノイアの村である「ほのかの」で薬師庵「くるりんてん」を営むシャールの子供。
外見、性格は少年のそれだが、シャールである為に性別は無い。動物型のジェノムであるヴィオと行動を共にしている。
シャールは本来病気にはならないのだが、病に苦しむ人間を見かねて薬屋を始める。
が、そもそも病やその苦しみが何なのか把握していないため、作る薬は大した効果のないものばかりであった。
イオンとの調合による経験により徐々に腕前が上達していくも、やはり薬というものに対する理解が不十分なままであった。
しかし、とある出会いと事件によって発奮し、とうとう「詩魔法で薬の効果を高める」という「シャールであるがゆえに作れる薬」の生成に成功する。
ネイ（ネィアフラスク）/天統姫 (Nayaflask/Tentouki)
声 - 内田真礼
「クック・ド・デルタ」をデルタから強引に乗っ取り、そこをビストロ「ネィアフランセ」にして営む女性。実は天統姫その人でもある。
自らを『疾風のおネイ』と自称し、シャールに襲われている人々に対し助太刀に現れるらしい。
周囲に明るく笑顔を振りまく一方で、天統姫として人々を導き守らなければならない重圧に苛まれている。
発想がデルタと大差ないかそれよりも酷い上、明らかなゲテモノ料理もそ知らぬ顔でメニューに追加するため多くの客から恐れられているが、彼女自身の人柄やメニューの豊富さもあって、一定以上の人気は獲得している。
ちなみにちゃんとした料理であれば絶賛されているため、技術自体は決して悪くない様である。
イオンの肉体の本来の持ち主であり、本物の「イオン」だが、天文の陰謀により魂だけ追い出され、生き延びるためにシャールの肉体を用いてヒトガタとなった過去を持つ。
その他、コールドスリープの直前にイオンから皇帝の地位と「皇帝の声帯」を押し付けられたことなど様々な因縁があるイオンを恨む一方、イオン自身が悪いわけではないことも理解しており、最終的には友達という立場に落ち着いている。
過酷な経験の果て、精神の平常を保つために身に降りかかる危機を楽しむという歪んだマゾヒズムに目覚めてしまっている。
その行く末が破滅しかないことに気づいて封印したものの、彼女のジェノメトリクスには未だその残滓が最悪の特性を備えたまま眠っている。
皇帝という職務を軽んじてはいないものの、自分が自分らしく振る舞えるビストロでの生活は彼女にとってかけがえのないものとなっている。
本人は全てが終わった後でデルタに店を返すつもりでいたが、そのことを察したデルタによって正式に店の所有権が譲渡される。
惑星創造における七支としての役割は、全てを統一して一つの強い思いを生み出す力を司る「天統姫（てんとうき）」。
シュレリア (Syureria)
声 - 酒井香奈子
ソル・シエールを支えるアルトネリコタワーの管理者として生み出されたレーヴァテイル（人工生命体）の少女。
デルタとキャスティが詩魔法によって移住可能な星に転送された際に最初に出会った人物。
劇中はまだアルトネリコ第一塔が第一増幅塔と呼ばれていた時代であり、管理者であるもののこの時点ではまだガーディアンの制御権などを得ていない。
外見もサーリと大差無い程度の少女であり、好奇心旺盛。
（アヤタネを除けば）父親以外で初めて親しく接した男性であるデルタに好意を抱いており、帰れるかも分からないのにワープゲートを通ってソレイルについてきたりもした。
最終的にあるとんでもない提案を言い出すが…。
アヤタネ（絢胤香陵霧浪）(Ayatane Karyou Kirinami)
声 - 越田直樹
アルトネリコシリーズでも登場した「テル族」の長。
本作では終始友好的な立場を貫く善人として扱われ、謎の来訪者であるデルタたちも快く迎え、移住にも前向きな反応を見せていた。
神話に描かれた内容と酷似した話を語るデルタたちにある予感を覚え、真実を知るために彼らを惑星の意思と対話する場を設ける。
その後もとあるキーアイテムのレシピを渡したりフレンド技を教えてくれたりなど、親切に接してくれる。
実は、彼らテル族は5000年前に僅かな間だけラシェーラとアルシエルが繋がった際にやってきた調査隊の末裔で、角などは、降り立った当初アルシエルに存在する未知の病原体によって死に瀕した彼らが同行していた竜型ジェノムと一体となったことによるもの（それ以外のメンバーは全滅してしまったとのこと）。
テル族という名前は、そのジェノムの名前からとったことをデルタ達に明かしている。
ホルス (Horus)
アルシエルにいる惑星の意思の一柱にして、「地」系最高神。
丁寧な口調で温厚であり、突如来訪したデルタたちにも普通に対応した。
5000年前とは違い今回はアルシエルの情勢及び人数の問題で移住が困難であることを伝えるとともに、コーザルが生み出した大地の心臓を感じ取ったことで別の可能性である「惑星創成」をデルタたちに伝える。
その後、キャスとデルタが深い愛の絆を構築したことで空間を超えてキャスのジェノメトリクスに出現し、詩魔法として彼女たちに力を貸す。
なお、この時は角と天使の輪、荘厳な翼を持つ少女の姿をとっている。
ねりこ (Nelico)
声 - MAKO
イオンの家の近くで雑貨屋を営む謎の女性。
褐色の肌と白髪の容姿に兎の耳のような飾りが付いた赤いフードを身にまとう。ちなみに、ジルにそっくりである。
イオンの事を彼女の家の外観が灯台に似ていることから「とうだいもり」と呼ぶ。
その正体はイオンの脳に寄生しシャールを生み出させている「アストロサイト・モジュラトリ・ウィルス」。
イオンが現実世界に戻ると自らの存在が消えてしまう上にシャールの生産が止まってしまう為、イオンが精神世界から現実世界に戻る事を妨害した。
イオンが現実世界へ戻った後もその人格や思い出はイオンの心に色濃く残っており、イオンのジェノメトリクスにおいてアーシェスを導くナビゲータとなるほか、詩魔法やフレンド技としても活躍する。
後にイオンがアーシェスを取り戻す為に再び精神世界にやってきた時は、敢えて引き止めずイオンを見送った。
ねりこのジェノメトリクスはイオンが閉じ込められていた精神世界がそのまま反映されており、ねりこ自身によってクラス・シェルノサージュ、及び前作のシステムの仕組みが解説される。
また、ねりこの提案から「イオンとプレイヤーの立場が逆転した『シェルノサージュ』」を体験させられ、それがきっかけでアーシェスはイオンの正体を知り、イオンは深層意識に押し込めていた「アース」の事を再び意識させられる事になる。
レナルル（レナルル・タータルカ）(Renall Tartalka)
声 - 大地葉
かつてイオンに「七支」の称号を任命された人物の一人であり、ラシェーラがあった時代、天文の組織「PLASMA」の幹部として活動していた女性。
ラシェーラ崩壊時、ネロが自身とイオンを5000年後に転送したことを知り、その少し前にフェリオンのコールドスリープが解除されるように設定した張本人。
自身はそれよりも少し前に目覚めてネロに対応する予定だったが逆に返り討ちにされ、イオン同様記憶を破壊されてしまう。
その後、「イグジット」という名前を与えられ、白鷹からヒュムネスフィアの権限を奪い取って拘束した。
後に記憶が破壊された状態のままネロから解放されるが、レナルル用の「セカイパック」である「イグジスタパック」により記憶を取り戻し、その後は再び「PLASMA」の幹部として天統姫のサポートをすることになる。
天文時代にイオンに対して何もしてあげられなかった罪悪感と、イオンに責められることに対する恐怖を抱えている。
そのため恐怖の対象であるイオンを閉じ込め自身は贖罪のため毎日死に続けるという異常なジェノメトリクスを形成しており、チェインによってその思いが呼応したことでイオンの深層意識にあった負の感情が激しく表出することになる。
惑星創造における七支としての役割は、時空間を支配して惑星創成を早める力を司る「皇謳（すめらぎのうたい）」。
白鷹（しろたか）/レオルム・セオジウム (Shirotaka/Leolum Seodyum)
声 - 新垣樽助
かつてイオンに「七支」の称号を任命された人物の一人。
ラシェーラ崩壊時に消息不明となり死亡したと思われていたが、かつてラシェーラのあった地に存在するヒュムネスフィアにて技術主任に就任し、コールドスリープしていたことが明らかになる。
フェリオンでコールドスリープしていた人たちが目覚める数年前に目覚めたがネロの手により肉体を拘束されてしまう。
拘束された状態のままネットワークをハッキングし本名であるドクター・レオルムを名乗りサーリとコンタクトを取り続けていた（サーリは彼の本名を知らなかったため、気付かなかった）。
プリティーベリーのトップオタぶりは健在でヒュムネスフィアの制御室は彼女のグッズで埋め尽くされている。
ドクター・レオルムとしての彼は落ち着いた口調で話す、理知的な人物であった。
これは、彼らヒュムネスフィアに着任したものはラシェーラ周辺宙域に留まるという「居残り組」であるため、変な期待をしないようにするためのポーズである。
ただし、デルタたちが現れた際、彼らの性別や若者であることを知っているというボロを出してしまっている。
惑星創造における七支としての役割は、物理的に惑星を創成する術を司る「律界天（りっかいてん）」。
ウンドゥ（ウンドゥ・クウィンクウェイム）(Undu Quenquiam)
声 - てらそままさき
フェリオンの宰相でネイの補佐をしている男性。
有能な科学者でもありサーリの師であるクラケット博士やジルと共にさまざまな研究を行っていた。
かつてはジルと恋人と呼べる関係にあり、当初は彼女に協力してジェノミライ教団の立ち上げや母胎想観の研究に携わっていたが、母胎想観によるネロの送還が世界の破滅に繋がることに気付き彼女達と袂を分かつ。
以後はジルの野望を止めるためにフェリオンでコールドスリープに入っていた古代種達を目覚めさせ、消息不明になっていたレナルルに代わり宰相となり、ジェノミライ教団に抵抗していた。
最期はデルタ達がプラセンタから脱出する時間を稼ぐために、自らすすんで母胎想観に取り込まれていった。
ネロ (Nero)
声 - 東城日沙子
最初の俯瞰視点の能力者にして、黒幕の一人。
イオンとは異なる7次元先の世界から拉致されてきた少女で、未だ何を犠牲にしてでも元の世界に帰ることを目的としている。そのためジルと結託し、彼女の目的を達成しつつそのエネルギーの一部で帰還しようとしている。
ただし、同時にこの世界でできた友達に対して思うところがある様子も見せる。
ジルにデルタが捕らえられて以降プリムと共に行動するようになるが、その際は友人として接していたためか深刻化するプリムのインターディメンド進行を心配している様子が見られ、そのためか一度プレイヤーに利する不審な行動をとっている。
その後、邪魔されたり負けが込んでいたりしたことでプリムの干渉者から疎んじられ、改めて母胎想観に融合させられた。
最終的には救出され、イオンの提案を受け入れてラシェーラの一員となることを選ぶ。
エンディング次第ではその後でイオン同様に元の世界に帰るのだが、その際プレイヤーのことを意識するようになったのか、イオンを差し置いてアピールしたりしている。
なお、元の世界における本名は「ウルゥリィヤ」。

## 主題歌・挿入歌

### 主題歌
オープニングテーマ「謳無き丘へ-Harmonics Pre=Ciel-」
歌 - 志方あきこ / 作詞/作曲/ - 土屋暁 / 編曲 - 土屋暁・志方あきこ
エンディングテーマ「この世界のあなたと、あのセカイのあなたへ」
歌/作詞/作曲/編曲 - 志方あきこ
エンディングテーマ「Ar-ciel Ar-manaf」
歌 - 南條愛乃 /作詞 - 高橋麗子 /作曲/編曲 - MANYO

### シェルン
サージュ・コンチェルトターミナルのサーバーシステムによって紡がれるライブラリ制御詩。
Class：：CIEL_N_PROTECTA;（クラス・シェルンプロテクタ）
歌 - 南條愛乃 / 作詞 - 高橋麗子 / 作曲/編曲 - Morrigan
Class：：CIEL_NOSURGE;（クラス・シェルノサージュ）
歌/作曲/編曲 - 志方あきこ / 作詞 - 志方あきこ・波乃渉
Class：：EXSPHERE_NOSURGE;（クラス・エクスフィアノサージュ）
歌/作詞 - みとせのりこ / 作曲/編曲 - Morrigan
Class：：EXPAJA;（クラス・エクスパージャ）
歌 - 南條愛乃 / 作詞 - 高橋麗子 / 作曲/編曲 - 川井憲次
Class：：XIO_PROCEED;（クラス・ジオプロシード）
歌/作詞/作曲/編曲 - 志方あきこ
Class：：AR_NOSURGE#RE：Incarnation;（クラス・アルノサージュ#リインカーネーション）
歌 - 南條愛乃 / 作詞 - 大嶋啓之 / 作曲/編曲 - Morrigan
Class：：DISTLLISTA;（クラス・ディストリスタ）
歌/作曲 - 霜月はるか / 作詞 - 日山尚 / 編曲 - 柳英一朗

### ヒュムン
サージュ・コンチェルトターミナルを介さず自らの心で紡がれる強力な詩。
em-pyei-n vari-fen jang;
歌 - ORIGA / 作詞 - ORIGA・石塚徹 /作曲/編曲 - 石塚徹
Hidra Heteromycin;（ハイドラ・ヘテロマイシン）
歌/作曲 - 霜月はるか / 作詞 - 日山尚 / 編曲 - 柳英一朗
yal fii-ne noh-iar;（ヤルフィーネ・ノイア）
歌 - ORIGA / 作詞 - ORIGA・dottedline hiroko / 作曲 - dottedline hiroko / 編曲 - 石塚徹
Lxa ti-cia(ルクサ・ティシア)
歌/作曲/編曲 - 志方あきこ / 作詞 - 志方あきこ・波乃渉
ラシェール・リンカーネイション
歌 - 志方あきこ / 作詞 - 高橋麗子 / 作曲/編曲 - 川井憲次

## 派生作品

### 漫画版
「水曜日のシリウス」にて2014年2月26日から2015年4月まで、タツヲの作画で連載、全2巻。

### 小説
アース世界の私立蓮明学院や杉野原を舞台とし、メインキャラクターに結城寧が登場するなど、一部に本作と共通するキャラクターと設定が登場する作品。人知れず異世界や並行世界の存在の干渉を受けている世界で結城寧の前日譚の可能性の一つが描かれている。

#### 登場人物
結城 寧（ゆうき ねい）
「ゆきねライフロギング!」の主人公。サージュ・コンチェルトシリーズのヒロイン、イオナサル・ククルル・プリシェールの正体である。ロボット工学の天才少女。ただし、運動音痴である。
ユーキ
別の並行世界の寧。
結城 綾（ゆうき あや）
寧の妹。姉と違いスポーツ万能で簡単なA.I作成やハッキングが得意。
結城 柑菜（ゆうき かんな）
結城姉妹の母親。
アニカ イコネン
片桐 妙子（かたどう みょうこ）
寒川 永嗣（かんがわ えいじ）
片桐 由香里（かたどう ゆかり）
セーカ
水野 真紀（みずの まき）
小倉 小夜（おぐら さよ）
瀨尾 怜央 （せお れお）
瀨尾 小百合（せお さゆり）
- 『ゆきねライフロギング!』(著:糸井健一 / イラスト:南浜よりこ / 発行:桜ノ杜ぶんこ)

1. 『ゆーきちゃん、トナリのセカイはホントにアルノかにゃ?』（2014年 ISBN 978-4-89199-292-7）
2. 『ユーキさん!　トナリのセカイはホントにアルノですか?』（2016年 ISBN 978-4-89199-325-2）